# Sergio Faraco
Sergio Faraco (Alegrete, 25 de julho de 1940) é um escritor brasileiro.
Aproximou-se da escrita durante o serviço militar, quando na detenção. Nestes momentos, dedicava-se à leitura, à escrita de cartas e rascunhava seus primeiros textos. Antes de estrear na literatura, Faraco viveu na União Soviética (1963-1965), quando estudou ciências sociais no Instituto Internacional de Ciências Sociais, em Moscou. No retorno ao Brasil, graduou-se em direito, tendo sido servidor público federal na Justiça do Trabalho.
Seus primeiros contos foram publicados no Correio do Povo na década de 1960. Desde a publicação de seu primeiro livro, Sergio Faraco tem recebido boa recepção da crítica literária. A obra Idolatria, de 1970, foi comparada em qualidade a outros importantes escritores do Rio Grande do Sul que começavam a se destacar, como Caio Fernando Abreu e Moacyr Scliar. A crítica Rita Canter, em matéria do jornal Correio do Povo o considerou então “um autor gaúcho de primeira linha entre os novíssimos”.
Tido como rigoroso com sua produção, Faraco publicou, nos primeiros 25 anos de atividade literária, uma média de dois contos por ano. O também escritor gaúcho, Luiz Antônio de Assis Brasil afirmou que “suas frases são escritas, depois refeitas, depois submetidas a uma autocrítica feroz, transfigurando-se em objeto artístico do mais alto nível”.
Sergio Faraco reside em Porto Alegre, capital do Rio Grande do Sul, é casado e tem três filhos.

## Temas recorrentes
Os contos regionalistas de Faraco se passam em regiões de fronteira do RS e são povoados de personagens humildes, de futuro incerto, tratados pelo autor com ternura, lirismo, solidariedade e respeito pelo humano. Muitas das histórias se passam em torno do rio Uruguai, onde chibeiros (pequenos contrabandistas) se defrontam com fuzileiros navais que os perseguem.
Em seus contos citadinos, os personagens tendem a exprimir solidão e fragilidade, características que o autor destaca nos centros urbanos.

## A obra nas telas
Em 2008 a Rede Globo de Televisão negociou os direitos autorais para a produção de uma série baseada no conto Dançar Tango em Porto Alegre, como parte do Projeto Quadrantes, do diretor Luiz Fernando Carvalho. No entanto, o projeto acabou adiado.
Três de seus contos foram levados às telas em produções regionais: Travessia (2002), dirigido por Diego de Godoy; A Dama do Bar Nevada (2005), dirigido por Bruno Gonçalves e Um Aceno na Garoa (2006), dirigido por Mario Nascimento.

## Principais Premiações
Faraco recebeu o Prêmio Galeão Coutinho (1988), da União Brasileira de Escritores, por A Dama do Bar Nevada. Recebeu por três vezes o Prêmio Açorianos de Literatura (1995, 1996 e 2001), principal premiação cultural do município de Porto Alegre. Em 1999, recebeu o Prêmio Nacional de Ficção da Academia Brasileira de Letras. Em 2003, pelo livro Lágrimas na Chuva recebeu o Prêmio Erico Verissimo, da Câmara Municipal de Porto Alegre, e o Prêmio Livro do Ano (Não-ficção) da Associação Gaúcha de Escritores. Em 2008 foi agraciado com a Medalha Cidade de Porto Alegre. Foi escolhido patrono da 70ª Feira do Livro de Porto Alegre em 2024.

## Obras do Autor
Seus contos foram publicados nos seguintes países: Alemanha, Argentina, Bulgária, Chile, Colômbia, Cuba, Estados Unidos, Paraguai, Portugal, Uruguai e Venezuela.

### Ficção
- Idolatria. Alegrete: Cadernos do Extremo Sul, 1970
- Depois da primeira morte. Porto Alegre: Bels, 1974
- Hombre. Rio de Janeiro: Civilização Brasileira, 1978
- Manilha de espadas. Rio de Janeiro: Philobiblion, 1984
- Noite de matar um homem. Porto Alegre: Mercado Aberto, 1986
- Doce paraíso. Porto Alegre: L&PM, 1987
- A dama do Bar Nevada. Porto Alegre: L&PM, 1987
- Majestic Hotel. Porto Alegre: L&PM, 1991
- Contos completos. Porto Alegre: L&PM, 1995
- Dançar Tango em Porto Alegre. Porto Alegre: L&PM, 1998
- Rondas de escárnio e loucura. Porto Alegre: L&PM, 2000
- Dall’altra sponda / Da outra margem. Porto Alegre; Veneto: Câmera di Commercio Italiana & Regione Del Veneto, 2004
- Contos completos. Porto Alegre: L&PM, 2004. 2ª ed. ampliada.
- Noite de matar um homem. Porto Alegre: L&PM, 2008. 2ª ed. ampliada e ilustrada
- Doce paraíso. Porto Alegre: L&PM, 2008. 2ª ed. ampliada e ilustrada

### Memórias
- Lágrimas na chuva: uma aventura na URSS. Porto Alegre: L&PM, 2002
- Digno é o cordeiro; memórias de um ano sombrio. Porto Alegre: L&PM, 2024

### Crônicas
- O chafariz dos turcos. Porto Alegre: L&PM, 1990 (esgotado)
- A lua com sede. Porto Alegre: L&PM, 1993
- Gregos & Gringos. Porto Alegre: Mercado Aberto, 1998
- Viva o Alegrete!. Porto Alegre: Edição Fora de Comércio, 2000
- Viva o Alegrete: histórias da fronteira. Porto Alegre: L&PM, 2001
- Histórias dentro da história. Porto Alegre: L&PM, 2005
- O pão e a esfinge seguido de Quintana e eu. Porto Alegre: L&PM, 2008

### Ensaio
- Tiradentes a alguma verdade (ainda que tardia). Rio de Janeiro: Civilização Brasileira, 1980

### Organização
- Camões - sonetos para amar o amor. Porto Alegre: LP&M, 1997